# Thérèse Clerc
Thérèse Clerc (Parijs, 9 december 1927 – Montreuil (Seine-Saint-Denis), 16 februari 2016) was een Franse militante feministe en lgbt-rechtenactiviste.

## Biografie
Thérèse Clerc werd in 1927 geboren in Parijs en bracht haar jeugd door in Bagnolet. Ze begon te werken als hoedenmaakster en huwde in 1947 op twintigjarige leeftijd met een kleine aannemer in industriële reiniging. Clerc deed het huishouden en ze kregen vier kinderen, Jean-Marie (1949), Vincent (1952), Agnès (1955) en Isabelle (1959). In 1969 scheidde Clerc en ging ze werken als verkoopster in een warenhuis. Ze werd militante in het Mouvement pour la liberté de l'avortement et de la contraception (MLAC) en voerde illegale abortussen uit in haar appartement in Montreuil dat ze in 1974 kocht en deed dit tot januari 1975 de Loi Veil in Frankrijk abortus legaliseerde. Na haar scheiding ontdekte ze de lesbische liefde en op het einde van haar leven praatte ze open over haar homoseksualiteit en het taboe dat er op rustte. In Frankrijk werd homoseksualiteit in de jaren 1960 aanzien als een "maatschappelijke kwaal".
Clerc richtte in 2000 in Montreuil het Maison des femmes op, een vluchthuis voor vrouwen die slachtoffer waren van huiselijk geweld. Intussen droeg ze de zorg voor haar bedlegerige moeder en startte ze in 1999 het project Maison des Babayagas, waar oudere vrouwen in een intentionele gemeenschap konden samenleven. Het huis werd uiteindelijk in februari 2013 geopend.
In 2008 werd Clerc geridderd als Chevalier de la Légion d'honneur, een prijs die ze eerder al in 2000 geweigerd had. Ze overleed op 16 februari 2016 ten gevolge van kanker.

## Filmografie
In 2012 verschijnt ze in de documentaire Les Invisibles van Sébastien Lifshitz en in 2016 maakt Lifshitz de documentaire Les Vies de Thérèse, die in mei in première ging, enkele maanden na het overlijden van Clerc.